# Сердце зимой
«Сердце зимой» («Зима в сердце», «Ледяное сердце»; фр. Un coeur en hiver) — кинофильм режиссёра Клода Соте, снятый в 1992 году. Приз МКФ в Венеции и премия «Сезар».

## Сюжет
Стефан — мастер по изготовлению, починке и настройке музыкальных инструментов, в особенности скрипок. Он работает в фирме своего друга Максима, с которым они знакомы уже многие годы. Однажды Максим сообщает Стефану, что он встретил настоящую любовь. Это довольно известная скрипачка Камилла, клиентка их фирмы. Поначалу она относится к Стефану как будто слегка неприязненно.

## В ролях
- Даниэль Отёй — Стефан
- Эммануэль Беар — Камилла
- Андре Дюссолье — Максим
- Элизабет Буржин — Элен
- Брижит Катийон — Регина
- Морис Гаррель — Лашом
- Мириам Буайе — мадам Аме
- Жан-Люк Бидо — Остенде
- Жан-Клод Буйо — хозяин пивоварни
- Жак Фьески — читатель в библиотеке
- Доминик де Вильенкур — Кристоф

## Награды и номинации

### Награды
- 1993 — Премия «Сезар»
  - Лучший режиссёр — Клод Соте
  - Лучший актёр второго плана — Андре Дюссолье
- 1993 — Премия «David di Donatello»
  - Лучший зарубежный актёр — Даниэль Отёй
  - Лучшая зарубежная актриса — Эммануэль Беар
  - Лучший зарубежный фильм — Клод Соте
- 1993 — Премия «European Film Awards»
  - Лучший актёр — Даниэль Отёй
- 1992 — Венецианский кинофестиваль
  - Приз ФИПРЕССИ — Клод Соте
  - «Серебряный лев» — Клод Соте

### Номинации
- 1994 — Премия BAFTA
  - Лучший фильм не на английском языке — Филипп Каркассон, Жан-Луи Ливи, Клод Соте
- 1993 — Премия «Сезар»
  - Лучший актёр — Даниэль Отёй
  - Лучшая актриса — Эммануэль Беар
  - Лучшая операторская работа — Ив Анжело
  - Лучший фильм — Клод Соте
  - Лучший звук — Пьер Ленуар, Жан-Поль Лублье
  - Лучшая актриса второго плана — Брижит Катильон
  - Лучший сценарий — Жак Фьески